# 1206 Numerowia
1206 Numerowia је астероид главног астероидног појаса са средњом удаљеношћу од Сунца која износи 2,864 астрономских јединица (АЈ).
Апсолутна магнитуда астероида је 11,8 а геометријски албедо 0,047.